# Beata Szluz
Beata Szluz (również Beata Lucyna Szluz; ur. 1968 r. w Rzeszowie) – polska socjolog, specjalizująca się w socjologii problemów społecznych, pracy socjalnej oraz socjologii rodziny, nauczycielka akademicka związana z Uniwersytetem Rzeszowskim.

## Życiorys
Ukończyła II Liceum Ogólnokształcące im. płk. Leopolda Lisa-Kuli w Rzeszowie. Następnie rozpoczęła studia, kończąc kolejno następujące uczelnie: Wyższą Szkołę Pedagogiczną w Rzeszowie, Uniwersytet Marii Curie-Skłodowskiej w Lublinie oraz Uniwersytet Kardynała Stefana Wyszyńskiego w Warszawie. Na tej ostatniej uzyskała kolejne stopnie naukowe: w listopadzie 2004 doktora na podstawie pracy: Koncepcje pomocy dzieciom i młodzieży niepełnosprawnej intelektualnie. Studium na przykładzie województwa podkarpackiego po 1989 roku i w czerwcu 2011 doktora habilitowanego na podstawie dysertacji: Świat społeczny bezdomnych kobiet.
Zawodowo jest związana od 1993 z WSP w Rzeszowie, a od 2001 z Uniwersytetem Rzeszowskim, w którym w 2011 uzyskała stanowisko profesora nadzwyczajnego. Prowadzi wykłady w Instytucie Nauk Socjologicznych UR. W roku akademickim 2010/2011 wykładała w Instytucie Socjologii UKSW w Warszawie, a w latach 2011-2012 pracowała w Instytucie Filozofii i Socjologii Uniwersytetu Pedagogicznego w Krakowie.
Była prodziekanem ds. nauki w latach 2012–2016 na Wydziale Socjologiczno-Historycznym Uniwersytetu Rzeszowskiego. Kieruje Zakładem Socjologii Rodziny i Problemów Społecznych w Instytucie Nauk Socjologicznych tegoż uniwersytetu. Kierownik Studiów Doktoranckich w zakresie socjologii (2016–2019) na Wydziale Socjologiczno-Historycznym Uniwersytetu Rzeszowskiego. Prodziekan ds. Nauki i Rozwoju Wydziału Nauk Społecznych Uniwersytetu Rzeszowskiego (2025-2028).
Poza działalnością na rzeszowskim uniwersytecie jest członkinią kilku organizacji i towarzystw, m.in.: Polskiego Towarzystwa Socjologicznego (Sekcja Socjologii Życia Rodzinnego i Intymności oraz Sekcja Pracy Socjalnej), Polskiego Stowarzyszenia Szkół Pracy Socjalnej, Towarzystwa Naukowego Franciszka Salezego w Warszawie. Członkini Rady Naukowej (czes. Univerzita Jana Evangelisty Purkyně) w Uściu nad Łabą (czes. Ústí nad Labem) (2015–2019) oraz Wojewódzkiej Rady Rynku Pracy w Rzeszowie (2014–2018).
Od 2011 pełni funkcję Redaktora Prowadzącego kwartalnika o tematyce pomocy dla drugiego człowieka pt. Przemiana.
W swojej pracy podejmuje wiele zagadnień z punktu widzenia socjologii oraz jej metod badawczych. Początkowo skupiała się wokół tematyki osób niepełnosprawnych, a następnie wokół problemów bezdomności i wykluczenia społecznego, szczególnie kobiet . To pierwsze w Polsce tak kompleksowe ujęcie tej kategorii osób, po zmianach ustrojowych jakie zaszły w 1989. Jej wnioski i spostrzeżenia oparte są na podejściu interdyscyplinarnym, uznanym wcześniej przez m.in. wybitnego socjologa i etnologa prof. Kazimierza Dobrowolskiego. Prowadzone obecnie badania obejmują tematykę z zakresu socjologii rodziny i socjologii chorób przewlekłych, m.in. neurodegeneracyjnych, np. choroba Alzheimera i choroba Parkinsona. 
W 2022 otrzymała nagrodę im. Profesor Elżbiety Tarkowskiej za książkę Przez zamknięte okno ganku. Opieka nad osobą z chorobą Alzheimera w biografiach opiekunów rodzinnych.

## Publikacje (wybrane)
Jest autorką, bądź współautorką wielu pozycji książkowych oraz artykułów z zakresu socjologii: 
- Beata Szluz, Zofia Frączek: Koncepcje pomocy człowiekowi w teorii i praktyce. Wyd. 1. Rzeszów: Wydawn. Uniwersytetu Rzeszowskiego, 2006. ISBN 978-83-7338-258-9. OCLC 191864854. (pol. • cz.). Brak numerów stron w książce
- Beata Szluz: Pomoc dzieciom i młodzieży niepełnosprawnym intelektualnie. Rzeszów: Wydawnictwo Uniwersytetu Rzeszowskiego, 2006. ISBN 978-83-7338-217-6. OCLC 76275548. Brak numerów stron w książce
- Beata Szluz, Zofia Frączek: W trosce o współczesnego człowieka. Rzeszów: Krośnieńska Oficyna Wydawnicza, 2006. ISBN 83-60075-27-1. OCLC 749545152. Brak numerów stron w książce

- Beata Szluz: Przemoc : konteksty społeczno-kulturowe. Społeczne i psychologiczne aspekty zjawiska. T. 1. Rzeszów: Wydawnictwo Uniwersytetu Rzeszowskiego, 2007. ISBN 978-83-7338-332-6. OCLC 749754413. Brak numerów stron w książce
- Wiesława Walc, Beata Szluz, Izabela Marczykowska: Opieka i pomoc społeczna wobec wyzwań współczesności. Rzeszów: Wydawnictwo Uniwersytetu Rzeszowskiego, 2008. ISBN 978-83-7338-376-0. OCLC 297587148. Brak numerów stron w książce
- Beata Szluz: Świat społeczny bezdomnych kobiet. Warszawa: Wydawnictwo „Bonus Liber”, 2010. ISBN 978-83-61312-97-0. OCLC 751403059. Brak numerów stron w książce[11]
- Beata Szluz, Wiesława Walc: Rodzina, szkoła, środowisko lokalne: współczesne wyzwania. Rzeszów: Koraw Dorota Kocząb, 2011. ISBN 978-83-926640-8-6. OCLC 802088918. (pol. • ang.). Brak numerów stron w książce
- Beata Szluz (aut. rozdz. Anna Barwińska-Małajowicz, Wojciech Broszkiewicz, Janusz Piegza): Podkarpackie spółdzielnie socjalne. Rzeszów: "Bonus Liber", Wydawnictwo i Drukarnia Diecezji Rzeszowskiej, 2013. ISBN 978-83-64519-01-7. OCLC 869928008. Brak numerów stron w książce
- Beata Szluz: Zjawisko bezdomności w wybranych krajach Unii Europejskiej (The phenomenon of homelessness in selected European Union countries). Rzeszów: Wydawnictwo Uniwersytetu Rzeszowskiego, 2014. ISBN 978-83-7996-075-0. OCLC 903337452. Brak numerów stron w książce
- Beata Szluz, Tatiana Matulayová, Ilona Pešatová: Cross-sectoral cooperation in order to solve social problems. Rzeszów: Wydawnictwo Uniwersytetu Rzeszowskiego, 2015. ISBN 978-83-7996-203-7. OCLC 939903878. (ang.). Brak numerów stron w książce
- Ilona Pešatová, Beata Szluz, Paweł Walawender: Interdisciplinary approach in social problem solving. Ústí nad Labem: Jan Evangelista Purkyne University in Ústí nad Labem. Faculty of Education, 2015. ISBN 978-80-7414-986-3. OCLC 971396636. (ang.). Brak numerów stron w książce
- Beata Szluz: Wielowymiarowość wykluczenia społecznego: diagnoza i profilaktyka. Spišská Nová Ves: Občianske združenie SPEKTRUM-VÝCHOD, 2015. ISBN 978-80-971181-2-9. OCLC 946445682. Brak numerów stron w książce
- Marian Malikowski, Beata Szluz: Współczesny Rzeszów. Problemy społeczno-kulturowe. Rzeszów: Wydawnictwo Uniwersytetu Rzeszowskiego, 2016. ISBN 978-83-7996-333-1. OCLC 971431102. Brak numerów stron w książce
- Marian Malikowski, Beata Szluz: Problemy społeczno-przestrzenne współczesnego Rzeszowa. Rzeszów: Wydawnictwo Uniwersytetu Rzeszowskiego, 2016. ISBN 978-83-7996-337-9. OCLC 971403778. Brak numerów stron w książce
- Beata Szluz, Małgorzata Bozacka: Wybrane kategorie problemów społecznych: wprowadzenie (Chosen categories of sococial problems: introduction). Rzeszów: Wydawnictwo Uniwersytetu Rzeszowskiego, 2017. ISBN 978-83-7996-454-3. OCLC 1014053964. Brak numerów stron w książce
- Beata Szluz, Anna Szluz, Magda Urbańska: Współczesna rodzina: aspekty społeczno-prawne. Wyd. 1. Rzeszów: Wydawnictwo Uniwersytetu Rzeszowskiego, 2017. ISBN 978-83-7996-457-4. OCLC 1027033690. Brak numerów stron w książce
- Beata Szluz, Anna Szluz, Magda Urbańska: Współczesna rodzina w ujęciu interdyscyplinarnym: przemiany, wsparcie, rozwój. Wyd. 1. Rzeszów: Wydawnictwo Uniwersytetu Rzeszowskiego, 2017. ISBN 978-83-7996-456-7. OCLC 1026825125. Brak numerów stron w książce
- Beata Szluz: Obraz współczesnej rodziny: teoria i badania. Wyd. 1. Rzeszów: Wydawnictwo Uniwersytetu Rzeszowskiego, 2017. ISBN 978-83-7996-485-7. OCLC 1027033384. Brak numerów stron w książce
- Beata Szluz, Problemy i zagrożenia współczesnej rodziny: teoria i badania, wyd. 1, Rzeszów: Wydawnictwo Uniwersytetu Rzeszowskiego, 2017, ISBN 978-83-7996-486-4, OCLC 1089272748. Brak numerów stron w książce
- Beata Szluz, Anna Szluz, Poradnictwo w dyskursie interdyscyplinarnym, wyd. 1, Rzeszów: Uniwersytet Rzeszowski, Larus Studio, 2018, ISBN 978-83-923511-8-4. Brak numerów stron w książce OCLC 1066106348.
- Beata Szluz, Doświadczanie niepełnosprawności w rodzinie. Wyd. 1. Rzeszów: Wydawnictwo Uniwersytetu Rzeszowskiego, 2019. ISBN 978-83-7996-650-9. OCLC 1107582112.
- Beata Szluz, Doświadczanie choroby w rodzinie, wyd. 1, Rzeszów: Wydawnictwo Uniwersytetu Rzeszowskiego, 2019 (pol. • ang.). Brak numerów stron w książce ISBN 978-83-7996-651-6. OCLC 1107585764.
- Beata Szluz, Przez zamknięte okno ganku. Opieka nad osobą z chorobą Alzheimera w biografiach opiekunów rodzinnych, wyd. 1, Rzeszów: Wydawnictwo Uniwersytetu Rzeszowskiego, 2021. ISBN 978-83-7996-477-2.